# أنتوني غوردون
أنتوني غوردون (بالإنجليزية: Anthony Gordon)‏ (مواليد 24 فبراير 2001) هو لاعب كرة قدم إنجليزي محترف يلعب كجناح لنادي نيوكاسل يونايتد في الدوري الإنجليزي الممتاز و‌منتخب إنجلترا تحت 21 عام.

## وصلات خارجية
- أنتوني غوردون على موقع الاتحاد الأوربي (الإنجليزية)
- أنتوني غوردون على موقع إي إس بي إن إف سي (الإنجليزية)
- أنتوني غوردون على موقع قاعدة بيانات كرة القدم.إي يو (الإنجليزية)
- أنتوني غوردون على موقع ناشيونال فوتبول تيمز (الإنجليزية)
- أنتوني غوردون على موقع Soccerbase.com (لاعب) (الإنجليزية)
- أنتوني غوردون على موقع Soccerway.com (الإنجليزية)
- أنتوني غوردون على موقع عالم كرة القدم.نت (الإنجليزية)